# Rake and Scrape
Il Rake and Scrape è un genere musicale nativo delle Bahamas. I suoi strumenti principali sono di solito la chitarra, il tamburo Goombay, la fisarmonica, nota anche come concertina e una sega a mano.

## Storia
Nel 1886 un articolo del Nassau Guardian menziona l'uso del Banjo, di tamburi, della concertina e di altri strumenti durante una celebrazione dei Black Bahamian. Si trovano riferimenti dell'uso della concertina a Nassau dai Black Bahamian da William Drysdale nel suo libro In sunny lands: out-door life in Nassau and Cuba pg 29 scritto nei primi anni del 1880. William Drysdale scrive "Erano tre della stessa specie per quanto riguarda il colore ed i loro strumenti erano una concertina, un tamburello e un triangolo". La fisarmonica fu menzionata anche da Louis Diston Powles nella sua visita a Long Cay nel suo libro The land of the pink pearl: recollection of life in the Bahamas (La terra della perla rosa: il ricordo della vita nelle Bahamas) pubblicato nel 1888. Powles scrive "La musica consisteva in un piffero, una grande fisarmonica e due tamburelli". Il primo utilizzo registrato di sega a mano alle Bahamas proviene da un gruppo chiamato "Fresh Creek Dance Band" di Andros, registrato nel 1959.
Nel 1969 Charles Carter visita Cat Island e li vede raschiare la sega mentre suonano la musica e dice che era Rake e Scrape anche se afferma che la gente lo stava già chiamando così.
La musica Goombay, che è il termine originale usato per il Rake e Scrape alle Bahamas, risale al XIX secolo in cui c'erano molte orchestrine che suonavano molti strumenti insieme creando vari suoni della prima musica di Goombay. Questi strumenti comprendevano il Banjo, i tamburi, i pifferi, i tamburelli, la chitarra, le tinozze per il bucato e le armoniche e forse anche la sega a mano in alcuni insediamenti. Non fu che fino alla metà del XX secolo che l'uso della fisarmonica, del tamburo Goombay e della sega a mano divenne uno stile di suono costante, noto come tradizionale Rake and Scrape e la combinazione di questi strumenti utilizzati per produrre questo suono è nato senza ogni dubbio nelle Bahamas.
Una citazione dalle registrazioni della Smithsonian Folkways sull'origine della musica Rake and scrape alle Bahamas afferma "L'orchestrina rake and scrape risale al 1800, quando gli africani che erano stati portati alle Bahamas cercarono di fare musica su qualunque cosa fosse a loro disposizione: sega da falegname, barili per maiale con pelle di capra o di pecora per fare un tamburo e la fisarmonica che poteva essere un dono del loro padrone coloniale".

## Artisti
- Kirkland KB Bodie
- Geno D
- Ancient Man
- Ronnie Butler
- Stevie S
- Clay "Qpid" Adderley aka Qpid

## Musica
- Come go with me (back to Bimini) - Stevie S
- Welcome To Bahamas - Sharmond Smith
- Stagger Lee - Geno D
- We Jasmin' - Geno D
- Persevere - Phil Stubbs
- Bus Driver - Qpid
- Gimmie My Culture- Qpid